# Зоофиты
Зоофи́ты (лат. Zoophyta) — устаревшее название, применявшееся ранее для обозначения группы беспозвоночных животных, которые обладали рядом черт, считавшихся признаками растений (таких, как прикреплённый образ жизни). Зоофитов считали промежуточной формой между растениями и животными. В современной науке термин вышел из употребления в связи с углублением биологических знаний и соответствующими изменениями в систематике и номенклатуре.
В романе Жюля Верна «Двадцать тысяч лье под водой» описаны 3 группы зоофитов.

## История изучения
В своём сочинении «О частях животных» (др.-греч. Περὶ ζώων μορίων) древнегреческий учёный Аристотель (IV в. до н. э.), стоявший у истоков научной систематики животных, разделил всех животных на две большие группы — «животные, обладающие кровью» и «животные без крови», в каждой из которых выделил более мелкие подразделения. Среди подразделений второй из этих групп (примерно соответствующей позднейшим беспозвоночным) он, в частности, выделил «безраковинных свободноживущих» (голотурии, гидроиды) и «безраковинных прирастающих» (актинии, губки), трактуя их как организмы, в которых смешана животная и растительная природа. Такая двойственность, по мнению Аристотеля, проявлялась в том, что данные организмы напоминают своей способностью к питанию животной пищей и к восприятию внешних раздражений напоминают животных, а общим планом строения и прикреплённым образом жизни — растений. Смешанную природу указанных групп организмов признавал и Плиний Старший (I век н. э.).
В IV—V веках н. э. неоплатоники (Дексипп, Аммоний Гермий) стали называть таких животных «зоофитами» (др.-греч. ζωόφυτα); при этом Дексипп полагал, что в природе отсутствуют жёсткие грани между категориями, и она должна была изобрести своего рода «промежуточную жизнь», или «зоофитов», чтобы объединить категории животных и растений. В средневековой Европе данный термин почти не применялся, но вновь вошёл в употребление в эпоху Возрождения: его применяли в своих классификациях такие зоологи, как Эдвард Уоттон, Гийом Ронделе, Конрад Геснер и Улиссе Альдрованди. Объём группы менялся; так, в сочинении Уоттона «De differentiis animalium» (1552), первом обстоятельном зоологическом трактате со времён Аристотеля, к зоофитам были добавлены также морские звёзды, сцифоидные медузы и гребневики.

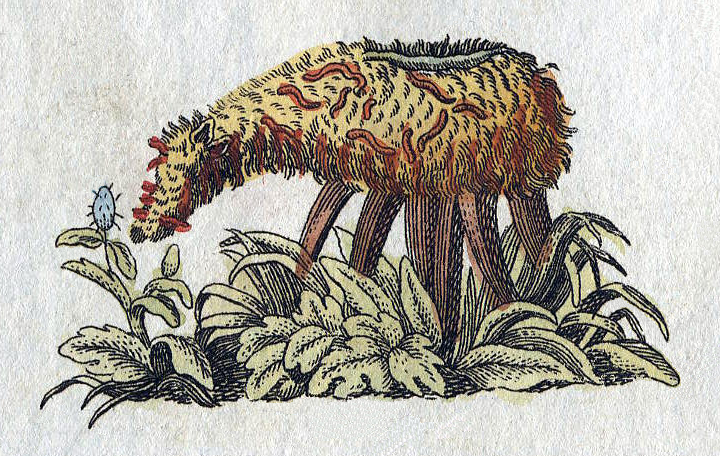
«Das Boramez, oder Scythische Lamm». Рисунок Ф. Ю. Бертуха

В XVI — XVII веках к зоофитам причисляли и мифических живых существ. Наибольшую известность среди них приобрёл «баранец» (также борамец или татарский овен) — легендарное растение, якобы произраставшее в Средней Азии, плодами которого были овцы; соединённые с растением пуповиной, они питались растущей вокруг него травой.
В книге Карла Линнея «Systema Naturae» в состав класса Vermes вошёл отряд Zoophyta с ещё более широким, чем у Уоттона, объёмом: Линней включил в число зоофитов также морских ежей и некоторых моллюсков и червей. При этом в 10-м издании книги (1758) Линней определял Zoophyta как «растения с цветами, живущими животной жизнью», а в 12-м издании (1766—1768) — как «сложных животных, расцветающих подобно цветам растений».
В XVIII веке значительно продвинулось вперёд изучение строения и образа жизни животных, относимых в то время к зоофитам. Так, в исследованиях Жана-Андре Пейсоннеля (1723) и Авраама Трамбле (1744) была убедительно обоснована животная природа кишечнополостных: Пейсоннель описал способ питания у коралловых полипов (при котором они захватывали щупальцами проплывавших рачков и поедали их), а Трамбле описал строение, способы питания и передвижения у пресноводной гидры и открыл её высокие способности к регенерации. В свою очередь, Джон Эллис (1765) обосновал животную природу губок, описав их способность создавать ток воды и изменять диаметр оскулюмов — крупных отверстий на поверхности тела; несмотря на эти наблюдения, некоторые естествоиспытатели (такие, как Рене Дютроше, Поль Жерве и Джон Хогг) ещё в первой половине XIX века относили губок к растениям.
Жорж Кювье в своём сочинении «Le régne animal distribué d’apres son organisation» (1817) подразделил всех животных на 4 больших раздела (которые Анри-Мари Блэнвиль назвал в 1825 году «типами»): Vertebrata, Mollusca, Articulata и Radiata. Последний раздел включал почти всех низших беспозвоночных (простейших, губок, кишечнополостных, низших червей, мшанок, иглокожих) и примерно соответствовал Zoophyta в смысле Уоттона или Линнея, хотя Кювье уже не считал своих Radiata переходными между растениями и животными организмами.
Позднее зоологи XIX века использовали, как правило, термины Zoophyta и Radiata в качестве синонимов. Ещё в 1848 году Зибольд объединял под названием Zoophyta губок, кишечнополостных и иглокожих; Арнольд Ланг в своём сочинении «Lehrbuch der vergleichenden Anatomie der wirbellosen Tiere» (1888—1894) использовал название Zoophyta (наряду с Coelenterata) как имя типа, в который он в качестве отдельных классов включил мезозоев, губок и стрекающих. Однако к концу XIX века — началу XX века среди зоологов возобладала точка зрения о резком разграничении губок и кишечнополостных, и Уильям Соллас (1884) противопоставил губок как Parazoa всем остальным Metazoa (получившим вскоре название Eumetazoa). В системе Рэя Ланкестера (1900—1909) губки были со всей определённостью отнесены к Metazoa и фигурировали как тип Porifera (единственный в разделе Parazoa). Эта последняя точка зрения и стала абсолютно преобладающей на протяжении почти всего XX века (хотя ранг группы Parazoa у разных авторов варьировал); в результате, как отмечал Л. А. Зенкевич, «исчезают последние следы старой группы Zoophyta — Radiata».